# Hans Sjögren (historiker)
Hans Sjögren, född 8 april 1960, död 24 augusti 2024, var professor i ekonomisk historia och institutionell ekonomi vid Linköpings universitet, samt adjungerad professor vid Handelshögskolan i Stockholm. Hans forskning var inriktad mot ekonomisk omvandling, där institutionell analys används för att söka förklaringar och fördjupad förståelse av mönster och särdrag på marknaden, inom branscher och hos företag. Expertområden var finansiella kriser och familjeföretag. Hans Sjögren var ledamot av Stiftelsen för ekonomisk-historisk och företagshistorisk forskning och ledamot av Ridderstads Stiftelse.  
Hans Sjögren var även utbildad musiker samt spexförfattare.